# Kris Sakti
Die Kris Shakti (Zauberdolch) ist das Kunstflugteam der Royal Malaysian Air Force. Es debütierte bei der Langkawi International Maritime and Air Show (LIMA) im Dezember 2011.

## Geschichte
Vor der Gründung des Kris Sakti stützte sich die Royal Malaysian Air Force beim militärischen Kunstflug auf ihre Kampfflugzeuge MiG-29, F/A-18D & Suchoi Su-30 und Pilatus PC-7, die vom „Taming-Sari“-Kunstflugteam geflogen wurden.
Am 19. November 2011 gab das malaysische Bundesministerium der Verteidigung die Schaffung eines Kunstflugteams bekannt; das Team ist eine gemeinsame Initiative zwischen dem Privatsektor und der Regierung.
Bei seinem Debüt anlässlich der LIMA 2011 flog das Team vier Extra 300L.